# Port lotniczy Båtsfjord
Port lotniczy Båtsfjord – krajowy port lotniczy położony w Båtsfjord. Jest jednym z największych portów lotniczych w północnej Norwegii.

## Linie lotnicze i połączenia
| Linia lotnicza | Kierunek |
| -------------- | --- |
| Widerøe        | 1. Alta (od 1 kwietnia 2024) 2. Berlevåg 3. Hammerfest 4. Honningsvåg 5. Kirkenes 6. Mehamn 7. Tromsø 8. Vadsø 9. Vardø |